# Wish I Could
Wish I Could е сингъл на италианската група Dimmi Argus.

## Информация за албума
Wish I Could e записана в началото на декември 2011 г. в Music Manor Studio в Бреша, Италия. Смесването и мастеринга са направени от Даниеле Мандели през март 2012 в Tanzan Music Studio в Лоди, Италия. Песента е версия с английски текст на „Но Не Такава“, включена в миниалбума на Dimmi Argus от 2010 г. Black And White. Издадена е от Tanzan Music в Италия и е публикуван на 29 юни 2012 от FreeMood Promotion. Сингълът влиза в албума Bad Dream, издаден през май 2013 г.

## Състав
- Dimmi Argus – вокали и клавишни
- Matteo Calza – китара
- Filippo Spezia – бас
- Andrea Cassinari – барабани